# Jemieljan Kozik
Jemieljan Wasiljewicz Kozik (ros. Емельян Васильевич Козик, ur. 6 sierpnia?/19 sierpnia 1905 w Semeniwce, zm. 1990) – radziecki wojskowy, generał major, funkcjonariusz organów bezpieczeństwa.

## Życiorys
Syn ukraińskiego chłopa. Od 1 grudnia 1923 do 1 czerwca 1924 elew szkoły dywizjonowej w Żytomierzu, od 15 września 1924 do 1 sierpnia 1927 w Kijowskiej Szkoły Piechoty Armii Czerwonej, od 1 sierpnia 1927 do 4 maja 1930 dowódca grupy manewrowej wojsk OGPU w Olewsku. Od lipca 1927 członek WKP(b), 1931-1932 na kursach w Moskwie, od 1 kwietnia 1932 do 5 sierpnia 1934 komendant szkoły wojsk OGPU w Charkowie, od 5 sierpnia 1934 do 13 maja 1936 wykładowca Charkowskiej Szkoły Wojsk NKWD, od 13 maja 1936 do lutego 1939 studiował w Wojskowej Akademii Armii Czerwonej im. Frunzego w Moskwie, od 15 maja 1936 starszy porucznik, od 11 kwietnia 1938 kapitan, od 1938 major. Od 8 marca 1939 do 26 lutego 1941 szef Głównego Zarządu Wojsk NKWD ZSRR ds. Ochrony Szczególnie Ważnych Obiektów Przemysłowych, 9 marca 1939 awansowany na kombriga, od 26 lutego do 31 lipca 1941 szef Głównego Zarządu Ochrony Pożarniczej NKWD ZSRR. 4 czerwca 1940 mianowany generałem majorem. Od września 1941 do marca 1942 dowódca 286 Dywizji Piechoty, od kwietnia do 26 sierpnia 1942 dowódca 1 Dywizji Piechoty Wojsk NKWD. Później służył w Armii Czerwonej, od 26 sierpnia 1942 do 15 lipca 1943 dowódca 46 Dywizji Piechoty, później w rezerwie, od 6 stycznia do 15 lutego 1944 zastępca dowódcy 280 Dywizji Piechoty, od 15 lutego do 12 kwietnia 1944 dowódca 351 Dywizji Piechoty, od czerwca 1944 do maja 1945 dowódca 327 Dywizji Piechoty, w październiku-listopadzie 1945 zastępca dowódcy, a od listopada 1945 do czerwca 1946 dowódca 267 Dywizji Piechoty. Od lipca 1946 do 24 stycznia 1948 zastępca dowódcy 5 Samodzielnej Brygady Gwardyjskiej, od 24 stycznia 1948 zastępca dowódcy, a od 13 marca 1949 do 15 grudnia 1951 dowódca 13 Samodzielnej Brygady Gwardyjskiej. Od 15 grudnia 1951 do 1 listopada 1952 na wyższych kursach przy Akademii Sztabu Generalnego, od 7 stycznia do 4 grudnia 1953 zastępca dowódcy 119 Korpusu Piechoty, następnie zwolniony ze służby.

## Odznaczenia
- Order Czerwonego Sztandaru (6 lutego 1942)
- Order Czerwonej Gwiazdy (4 czerwca 1940)